# Tour de France 2003
90. ročník cyklistického etapového závodu Tour de France odstartoval 5. července a skončil tradičně pod pařížským vítězným obloukem 27. července 2003. Závod vyhrál Lance Armstrong, po dopingové aféře mu však bylo vítězství odebráno. Druhý skončil německý cyklista Jan Ullrich a třetí kazašský cyklista Alexandr Vinokurov.
Z českých cyklistů se závodu účastnil Pavel Padrnos (tým U.S. Postal Service), který skončil na 102. místě, a René Andrle (tým ONCE–Eroski ), který skončil na 83. místě.

## Trasa závodu
| Etapa  | Datum  | Trasa                               | Vzdálenost (km) | Vítěz                         | Průběžný lídr      |
| ------ | ------ | ----------------------------------- | --------------- | ----------------------------- | ------------------ |
| Prolog | 5. 7.  | Paříž – Paříž                       | 6,5             | Bradley McGee                 | Bradley McGee      |
| 1      | 6. 7.  | Montgeron – Meaux                   | 168             | Alessandro Petacchi           | Bradley McGee      |
| 2      | 7. 7.  | La Ferté-sous-Jouarre – Sedan       | 204,5           | Baden Cooke                   | Bradley McGee      |
| 3      | 8. 7.  | Charleville-Mézières – Saint-Dizier | 167,5           | Alessandro Petacchi           | Jean-Patrick Nazon |
| 4      | 9. 7.  | Joinville – Saint-Dizier            | 69              | US Postal Service-Berry Floor | Víctor Hugo Peña   |
| 5      | 10. 7. | Troyes – Nevers                     | 196,5           | Alessandro Petacchi           | Víctor Hugo Peña   |
| 6      | 11. 7. | Nevers – Lyon                       | 230             | Alessandro Petacchi           | Víctor Hugo Peña   |
| 7      | 12. 7. | Lyon – Morzine                      | 230,5           | Richard Virenque              | Richard Virenque   |
| 8      | 13. 7. | Sallanches – Alpe-d'Huez            | 219             | Iban Mayo                     | Lance Armstrong    |
| 9      | 14. 7. | Le Bourg-d'Oisans – Gap             | 184,5           | Alekszandr Vinokurov          | Lance Armstrong    |
| 10     | 15. 7. | Gap – Marseille                     | 219,5           | Jakob Piil                    | Lance Armstrong    |
| 11     | 17. 7. | Narbonne – Toulouse                 | 153,5           | Juan Antonio Flecha           | Lance Armstrong    |
| 12     | 18. 7. | Gaillac – Cap'Découverte            | 47              | Jan Ullrich                   | Lance Armstrong    |
| 13     | 19. 7. | Toulouse – Ax 3 Domaines            | 197             | Carlos Sastre                 | Lance Armstrong    |
| 14     | 20. 7. | Saint-Girons – Loudenvielle         | 191,5           | Gilberto Simoni               | Lance Armstrong    |
| 15     | 21. 7. | Bagnères-de-Bigorre – Luz Ardiden   | 159,5           | Lance Armstrong               | Lance Armstrong    |
| 16     | 23. 7. | Pau – Bayonne                       | 197,5           | Tyler Hamilton                | Lance Armstrong    |
| 17     | 24. 7. | Dax – Bordeaux                      | 181             | Servais Knaven                | Lance Armstrong    |
| 18     | 25. 7. | Bordeaux – Saint-Maixent-l'École    | 202,5           | Pablo Lastras                 | Lance Armstrong    |
| 19     | 26. 7. | Pornic – Nantes                     | 49              | David Millar                  | Lance Armstrong    |
| 20     | 27. 7. | Ville-d'Avray – Paříž               | 152             | Jean-Patrick Nazon            | Lance Armstrong    |